# Kvinna Nu
Kvinna Nu var en svensk tidskrift som utgavs 1984–1996 med yrkesarbetande kvinnor som målgrupp.
Tidningen, som utgavs i Täby, utkom från starten fram till 1993 med tio nummer per år, vilket därefter minskades till åtta. Chefredaktör och ansvarig utgivare var Christina Stendahl och i redaktionen ingick även Lotta Edling och Anna Norberg. Andra medarbetare i tidskriften var Ingalill Enbom, Gunnila Masreliez-Steen, Maria Modig, Anki Partridge och Anna-Greta Winberg.